# Toshiba Classic 1998
Toshiba Classic 1998 — жіночий тенісний турнір, що проходив на відкритих кортах з твердим покриттям La Costa Resort and Spa в Сан-Дієго (США). Належав до турнірів 2-ї категорії в рамках Туру WTA 1998. Відбувсь удвадцяте і тривав з 3 до 9 серпня 1998 року. Друга сіяна Ліндсі Девенпорт здобула титул в одиночному розряді й заробила 79 тис. доларів.

## Фінальна частина

### Одиночний розряд
Ліндсі Девенпорт —  Марі П'єрс 6–3, 6–1
- Для Девенпорт це був 3-й титул в одиночному розряді за сезон і 16-й — за кар'єру.

### Парний розряд
Ліндсі Девенпорт /  Наташа Звєрєва —  Александра Фусаї /  Наталі Тозья 6–2, 6–1
- Для Девенпорт це був 7-й титул за сезон і 38-й — за кар'єру. Для Звєрєвої це був 4-й титул за сезон і 77-й — за кар'єру.